# Cesta přátelství
Cesta přátelství je soubor čtrnácti plastik, rozmístěných v okolí obce Bílka v okrese Teplice (Ústecký kraj) na severním úpatí Milešovky. Soubor vznikl v návaznosti na zbudování kaple svatého Václava v Bílce. Plastiky jsou rozmístěny podél tří cest, které se sbíhají právě u této kaple. Autory je čtrnáct sochařů z České republiky a Německa. Sochy vznikly v lomu Schulte v Německu, nedaleko města Anröcht ve spolkové zemi Severní Porýní-Vestfálsko. V Bílce byly instalovány v roce 2002.
Nacházejí se podél tří cest: plastiky číslo 1 až 4 jsou podél cesty z Bořislavi do Bílky, plastiky 5 až 10 stojí podél cesty z Bílky do Černčic a plastiky 11 až 14 podél cesty z Bílky na Milešovku.

## Jednotlivé plastiky
1. Jaroslav Řehna: Kampanella,

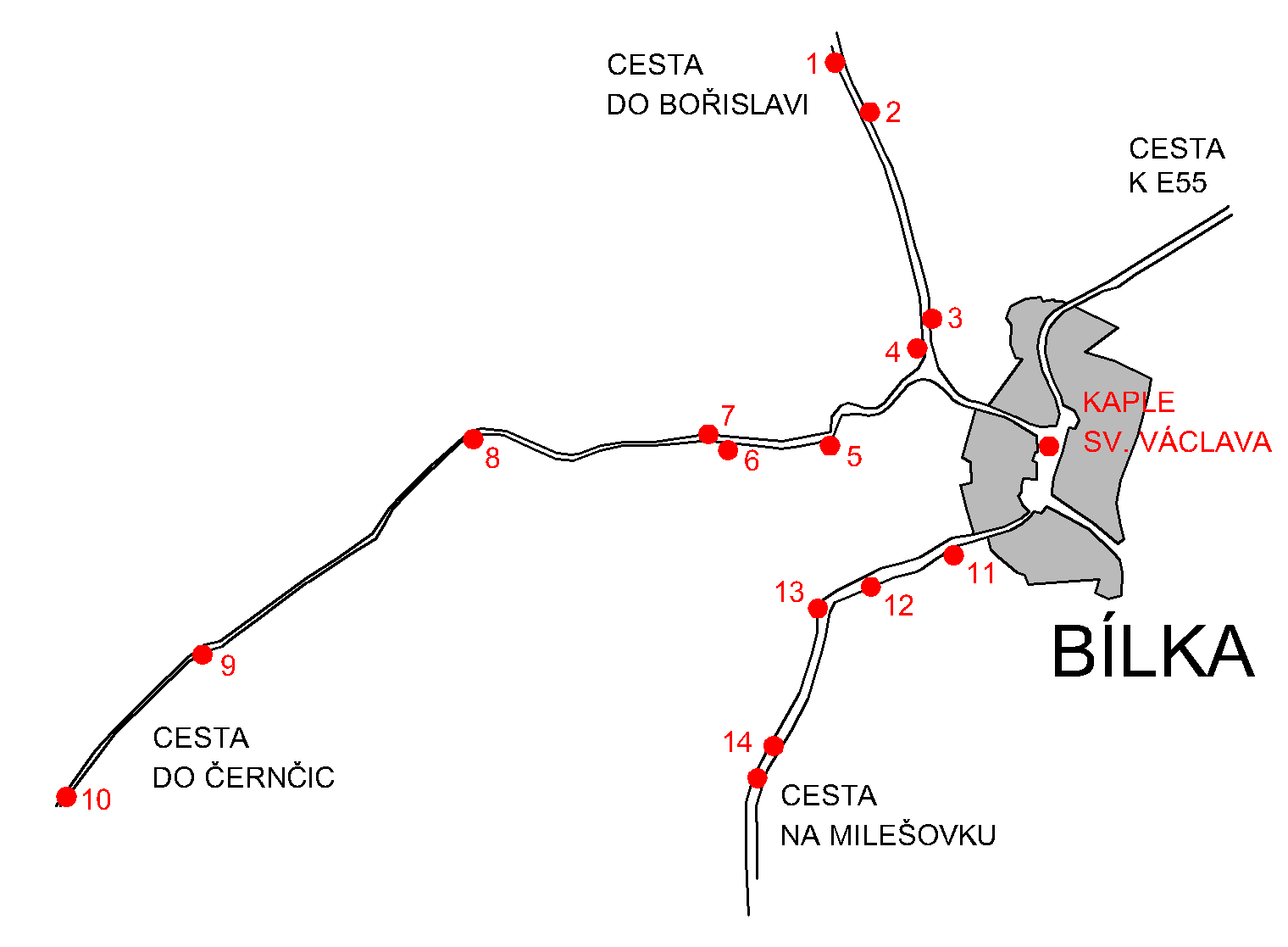
Cesta přátelství - mapa

2. Sonia Jakuschewa: Hommage à Rainer Maria Rilke,
3. Insa Winkler: Kresba rostliny Tamar / Tamar,
4. Václav Gatařík: Pieta,
5. František Svátek: Větrný objekt / Windobjekt,
6. Aurel Rückner: Twist and shout,
7. Ingo Warnke: Poutník v cizině / Der Wanderer in Ausland,
8. Ulrich Lindow: Tančící anděl / Wegzeichen tanzender Engel,
9. Jo Kley: Dům na cestě do ráje / Haus auf dem Weg zum Paradies,
10. Ulf Reisener: Přestávka na pouti / Wanderpause,
11. Jindřich Zeithamml: Bez názvu / ohne Titel
12. Zuzana Hlináková: Cesta / Weg
13. Jan Koblasa: Volání hory / Der Berg ruft
14. Jan Mladovský: Zvláštnosti / Lokale Besonderheiten,

## Galerie

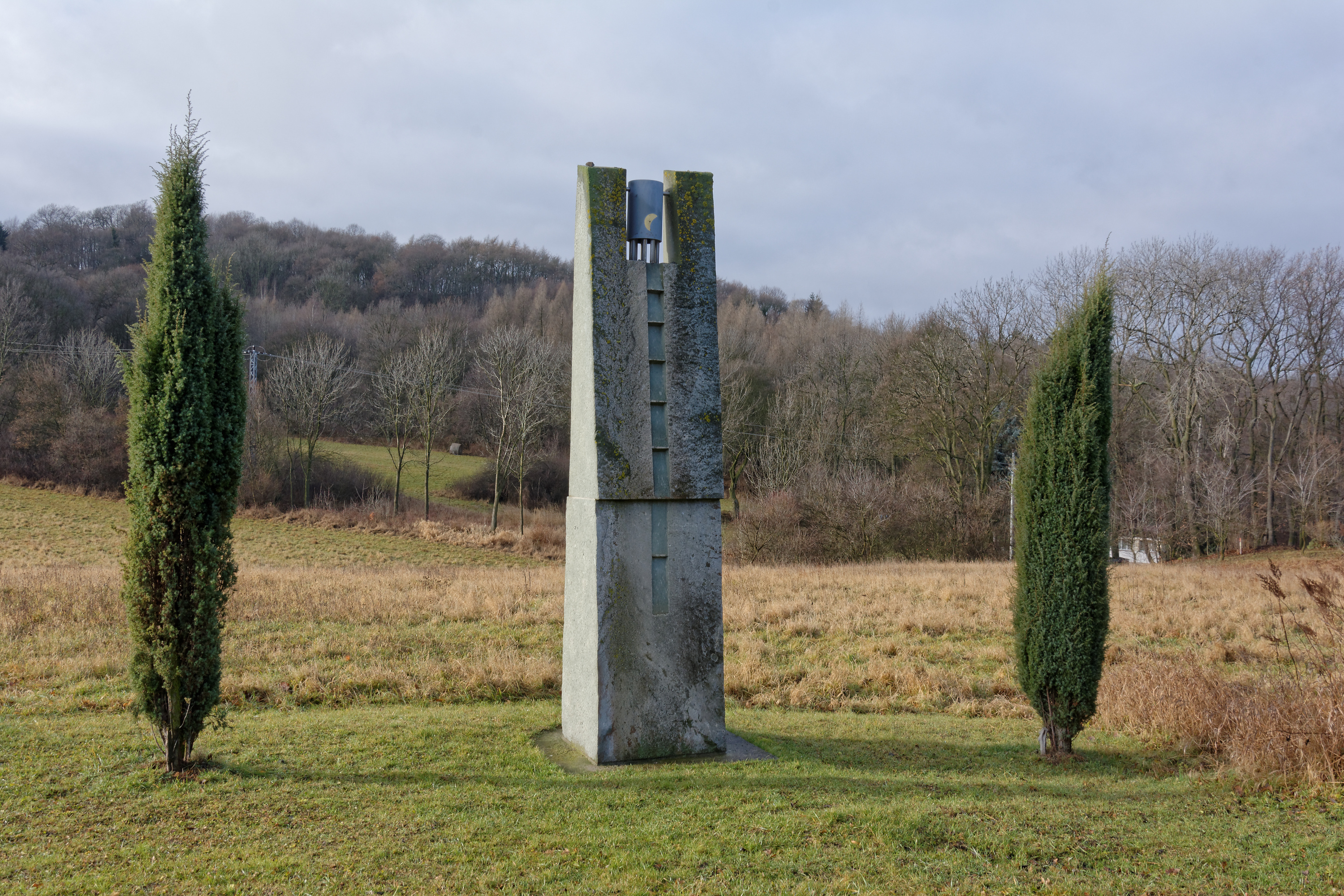
1. Jaroslav Řehna: Kampanella
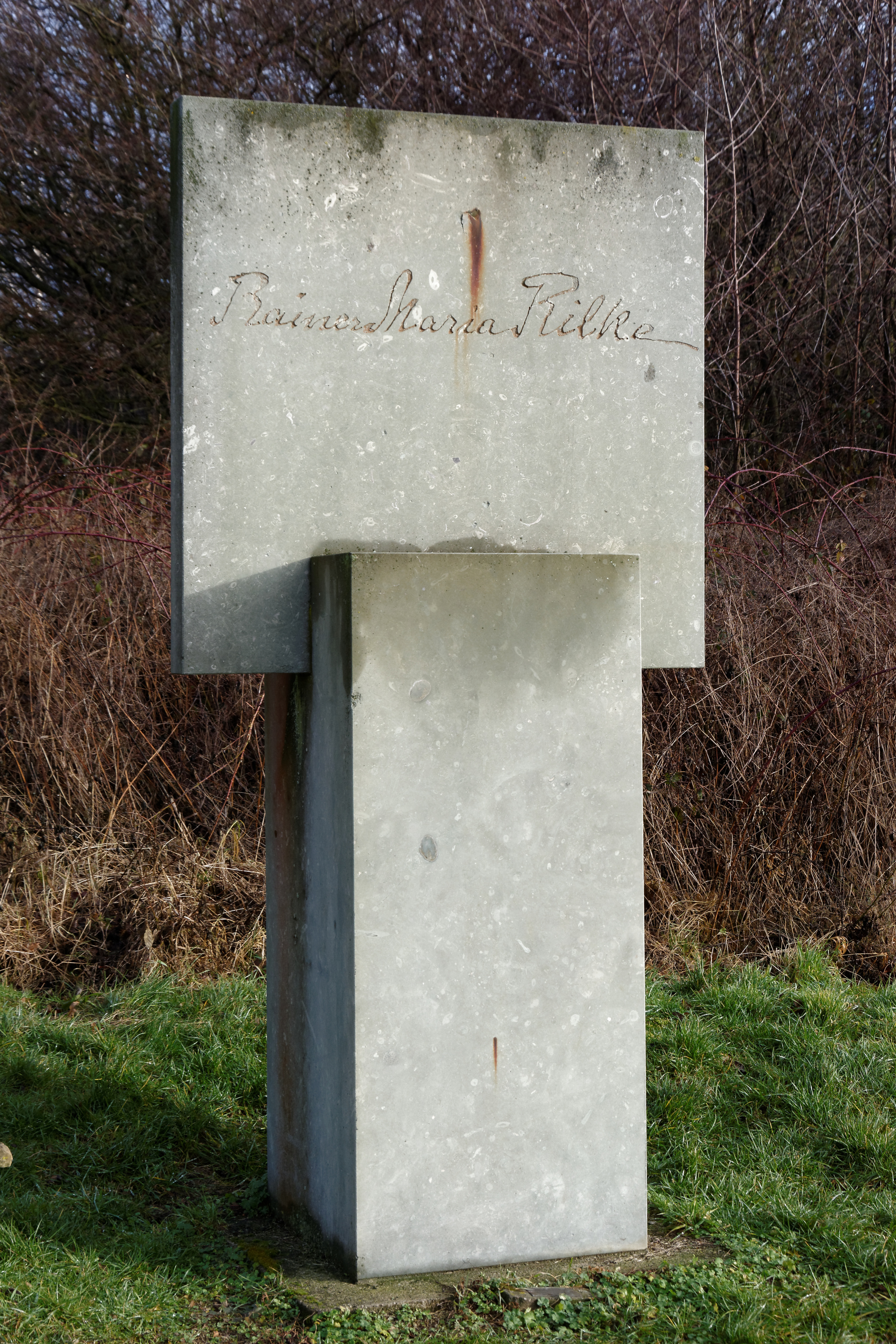
2. Sonia Jakuschewa: Hommage à Rainer Maria Rilke
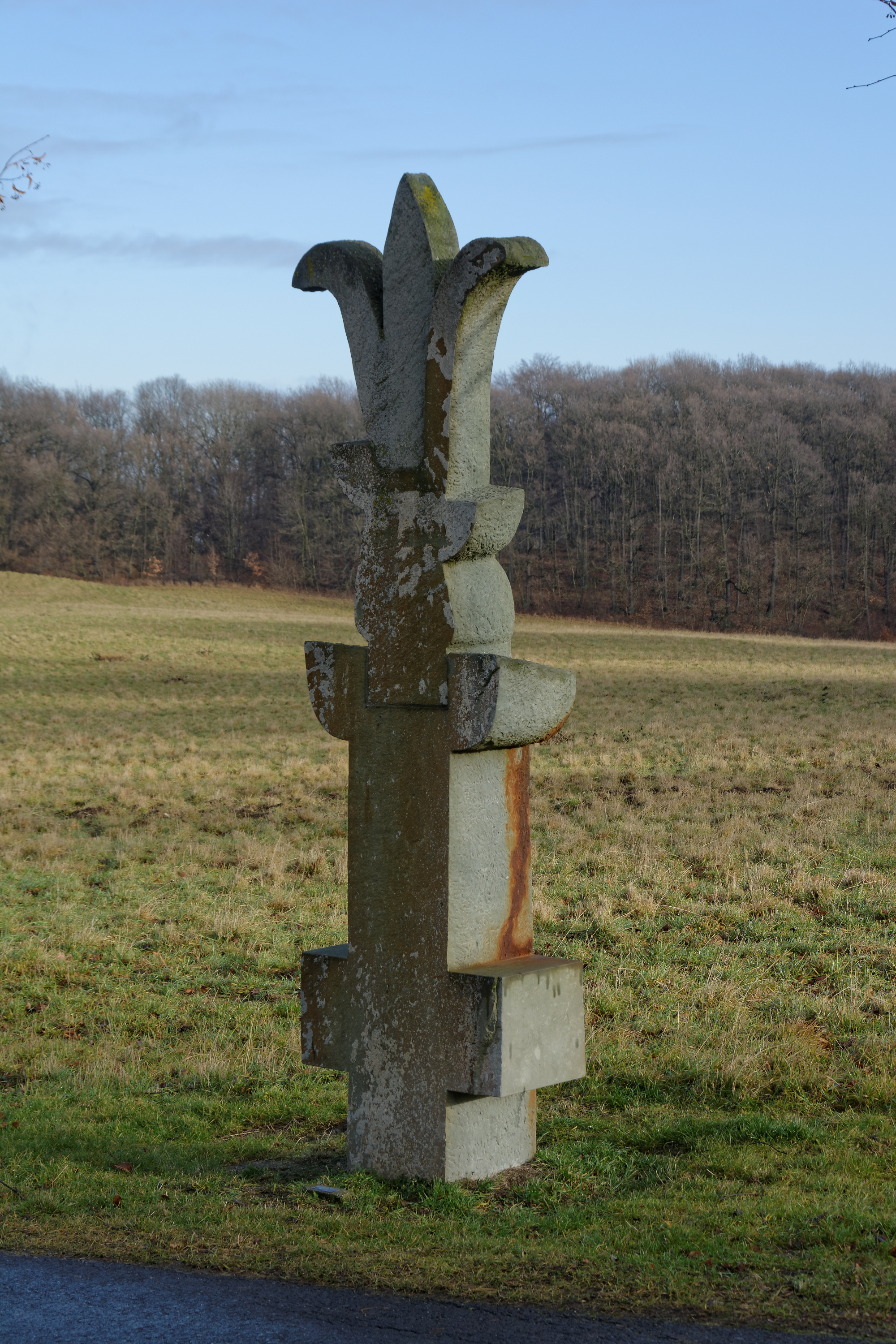
3. Insa Winkler: Kresba rostliny Tamar
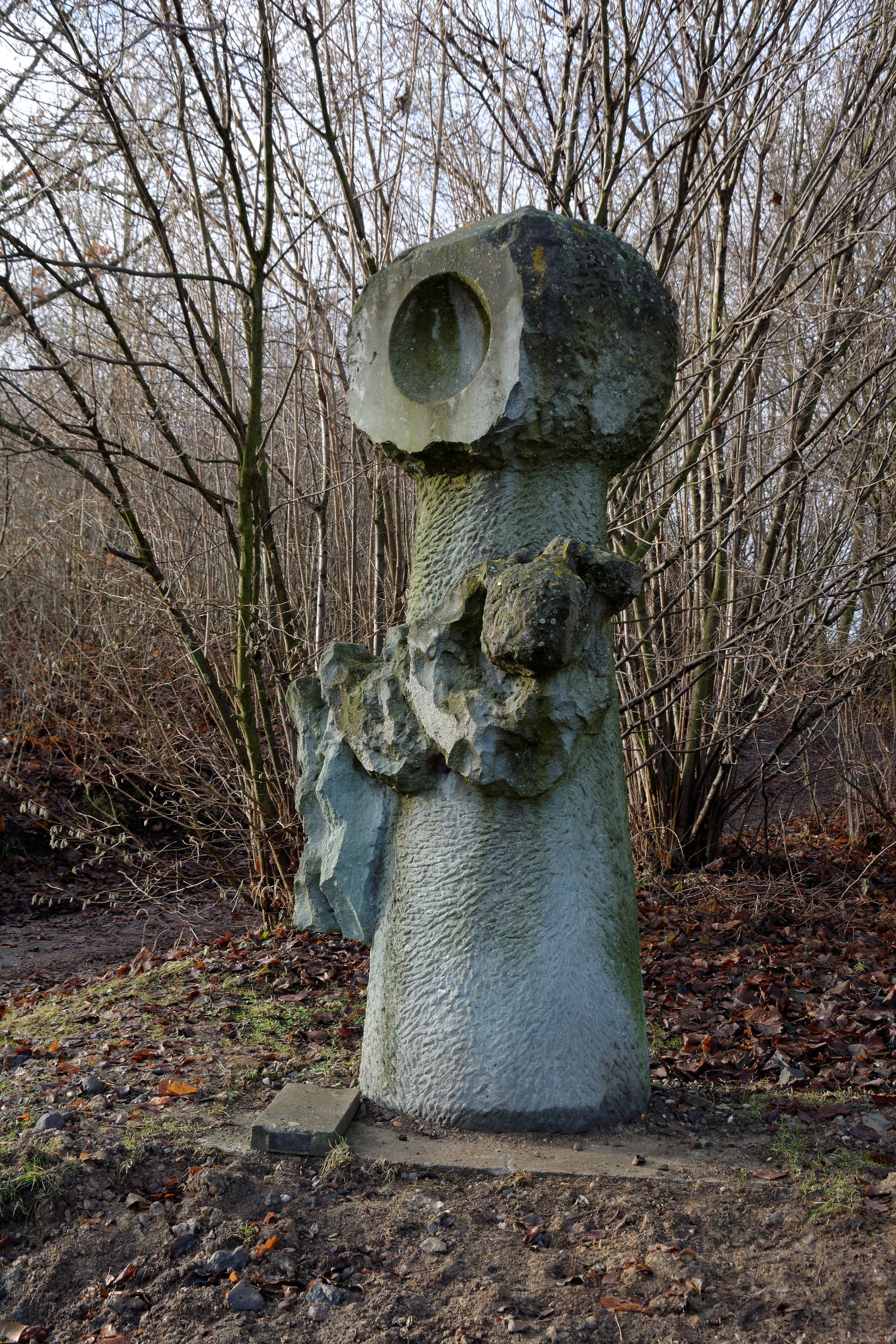
4. Václav Gatařík: Pieta
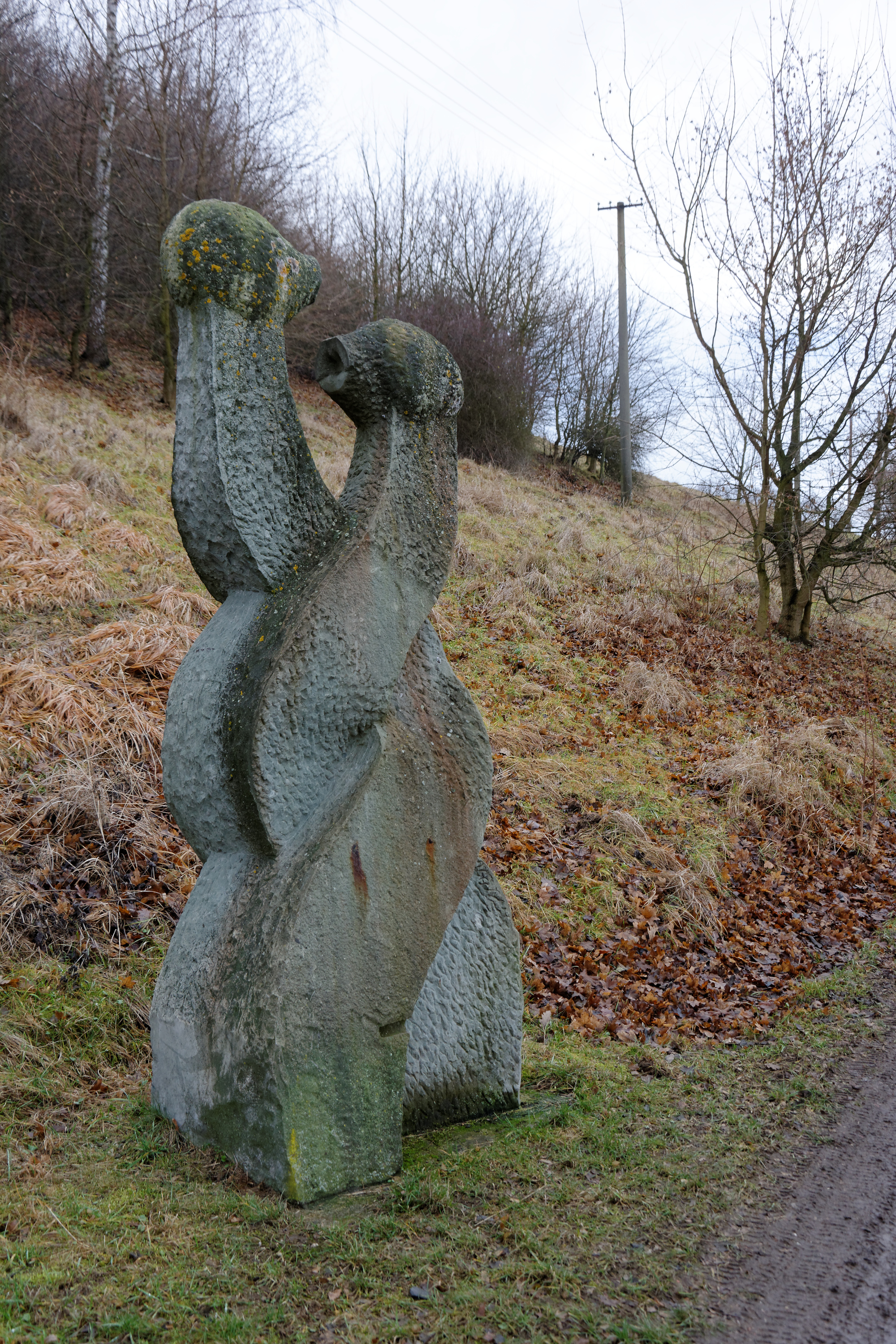
6. Aurel Rückner: Twist and shout
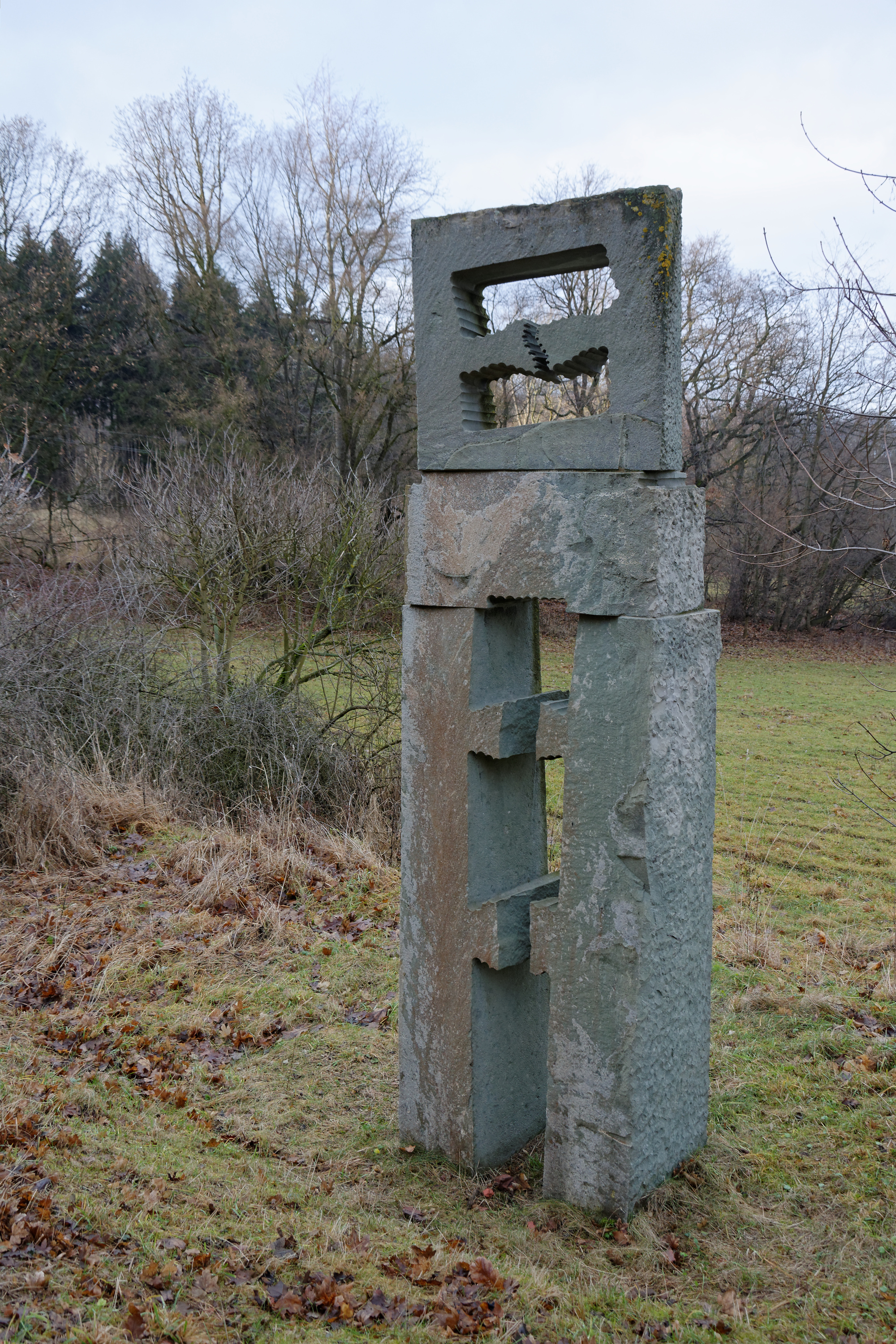
7. Ingo Warnke: Poutník v cizině / Der Wanderer in Ausland
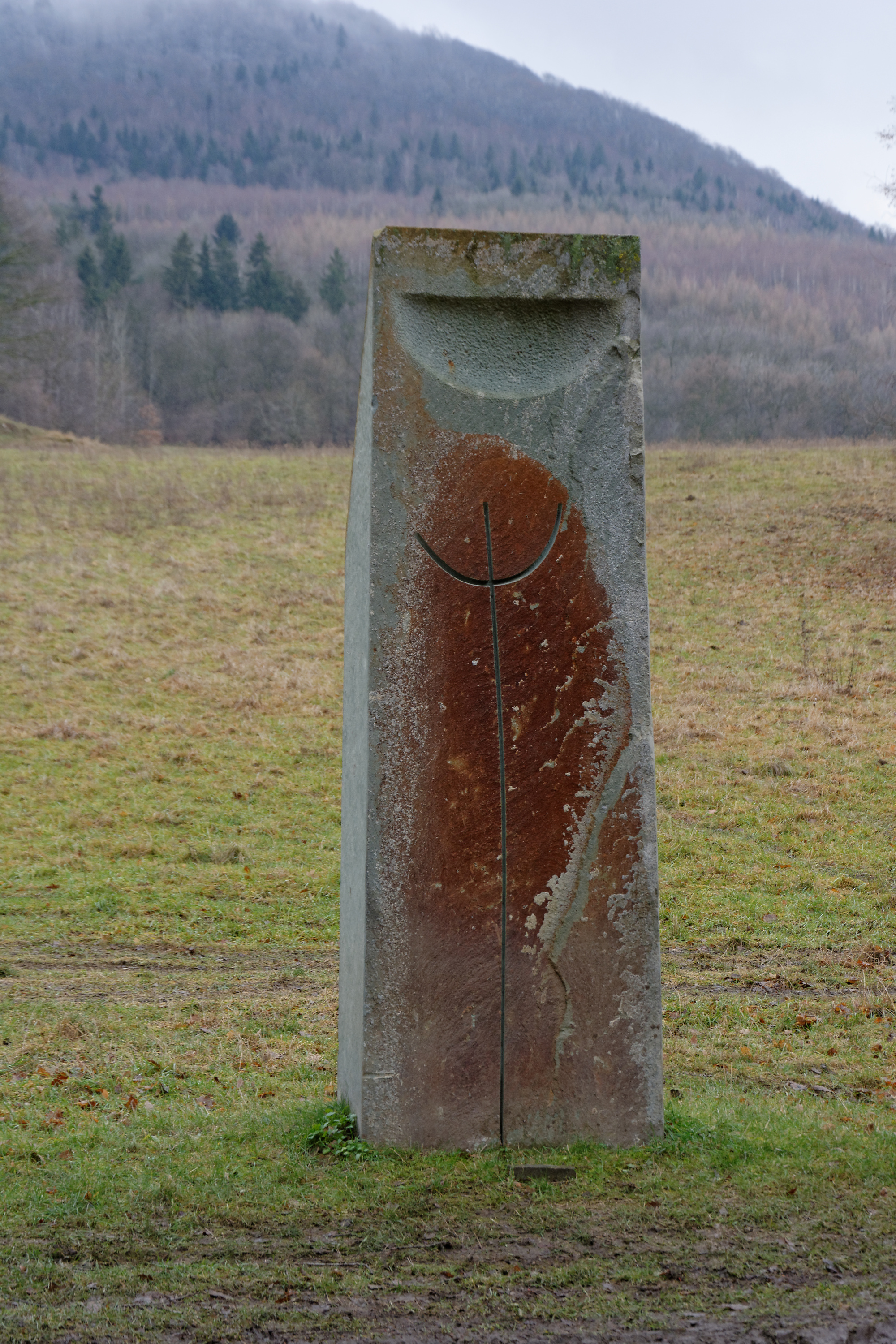
8. Ulf Reisener: Tančící anděl / Wegzeichen tanzender Engel
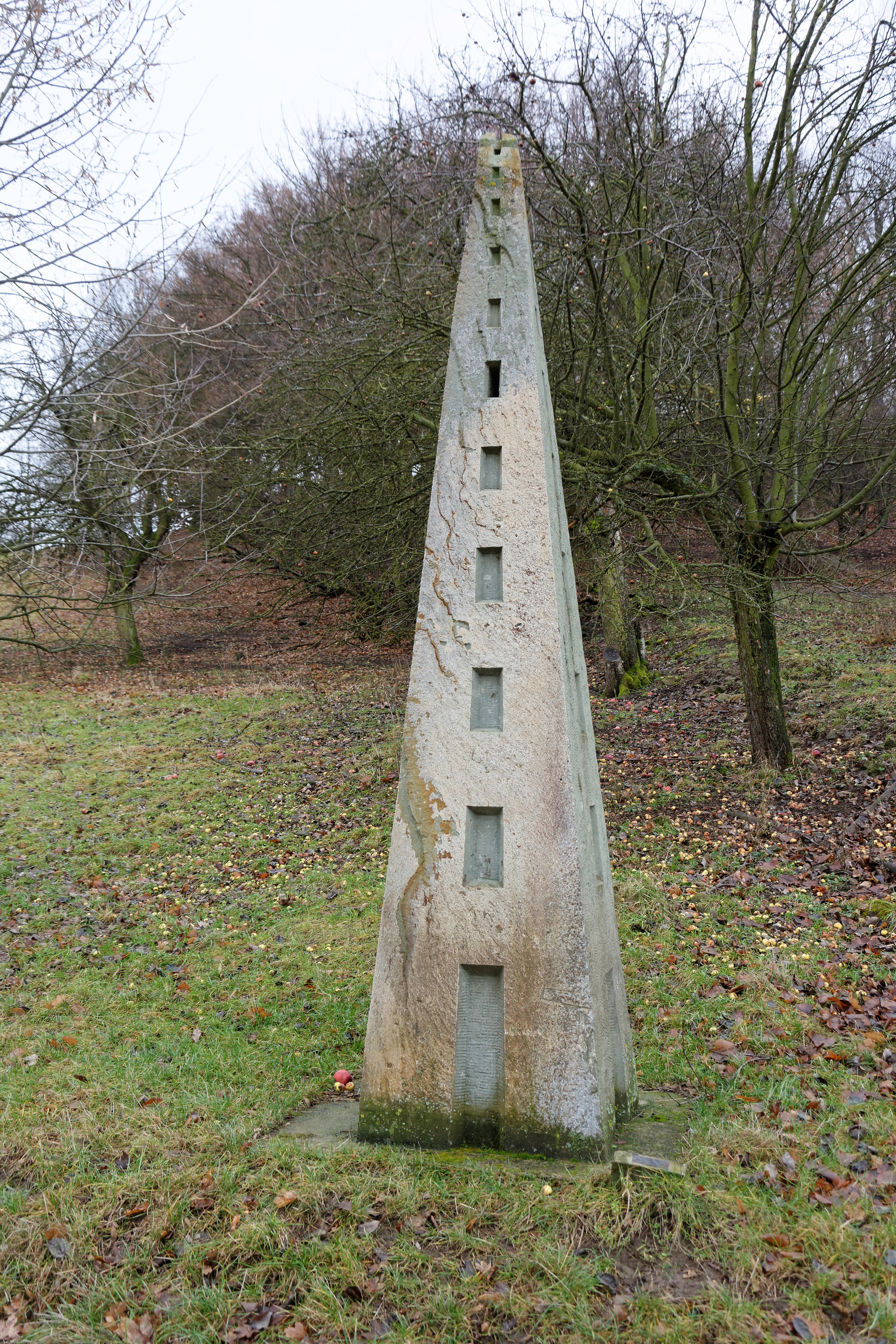
9. Jo Kley: Dům na cestě do ráje / Haus auf dem Weg zum Paradies
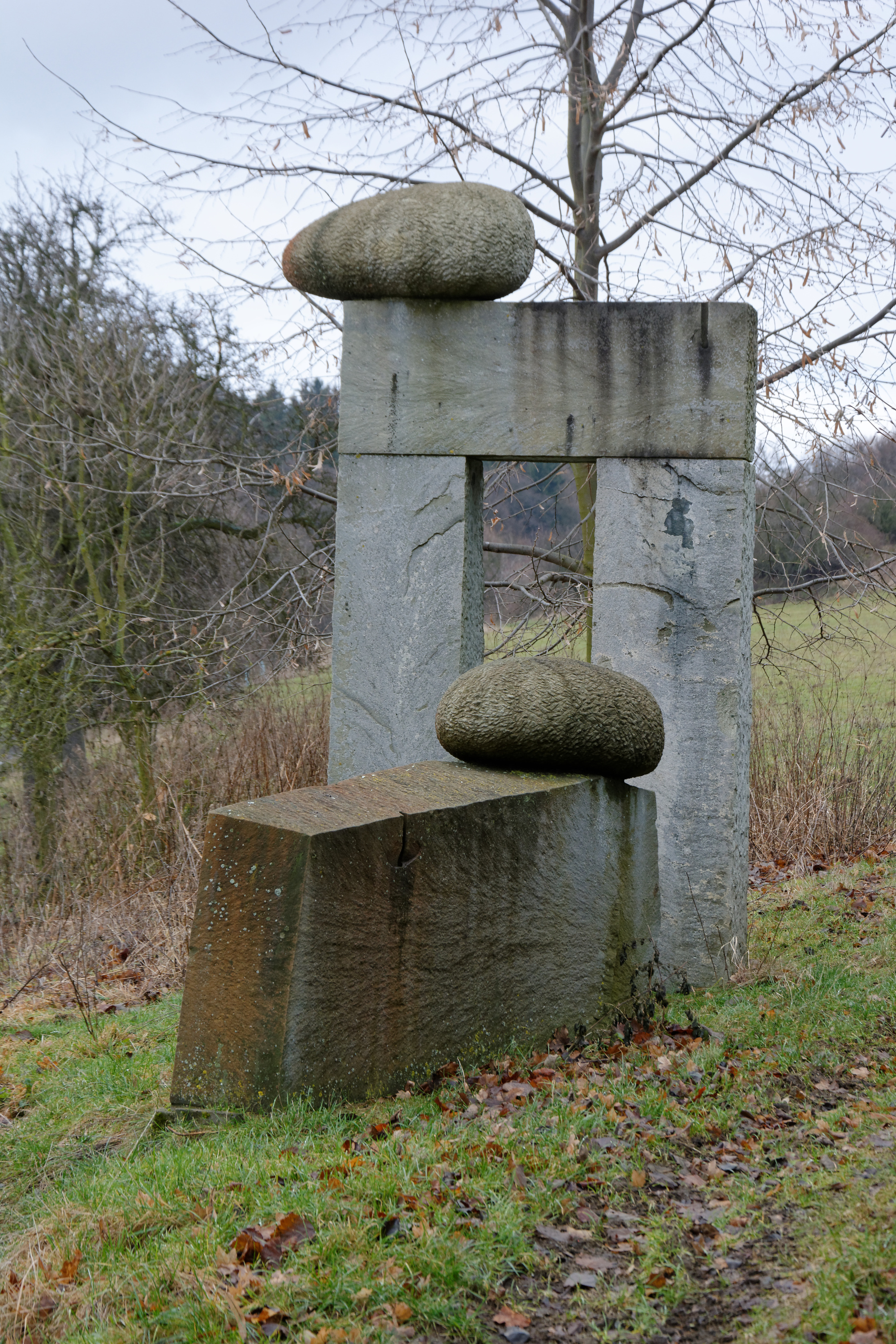
10. Ulf Reisener: Přestávka na pouti / Wanderpause
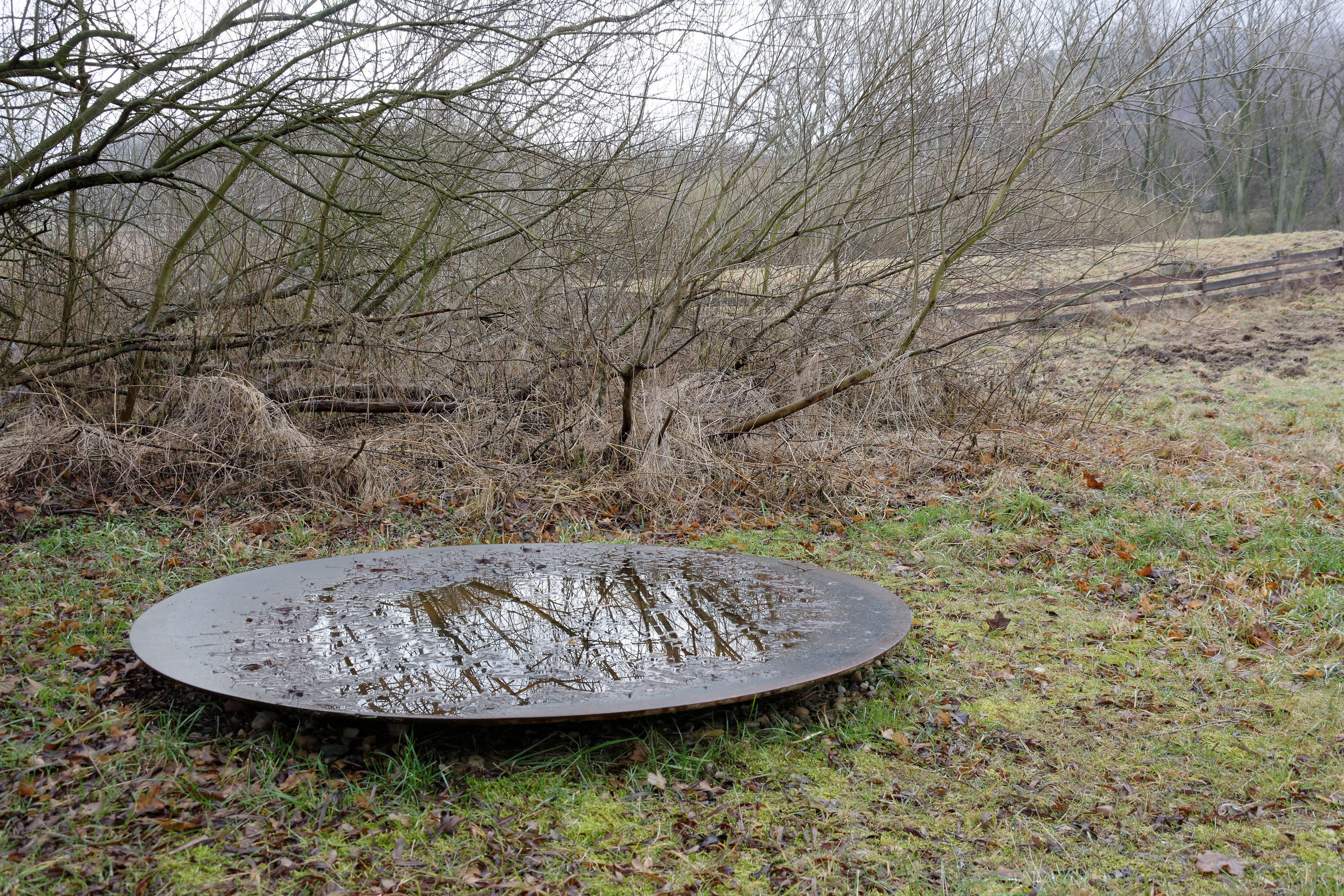
11. Jindřich Zeithamml: Bez názvu / ohne Titel
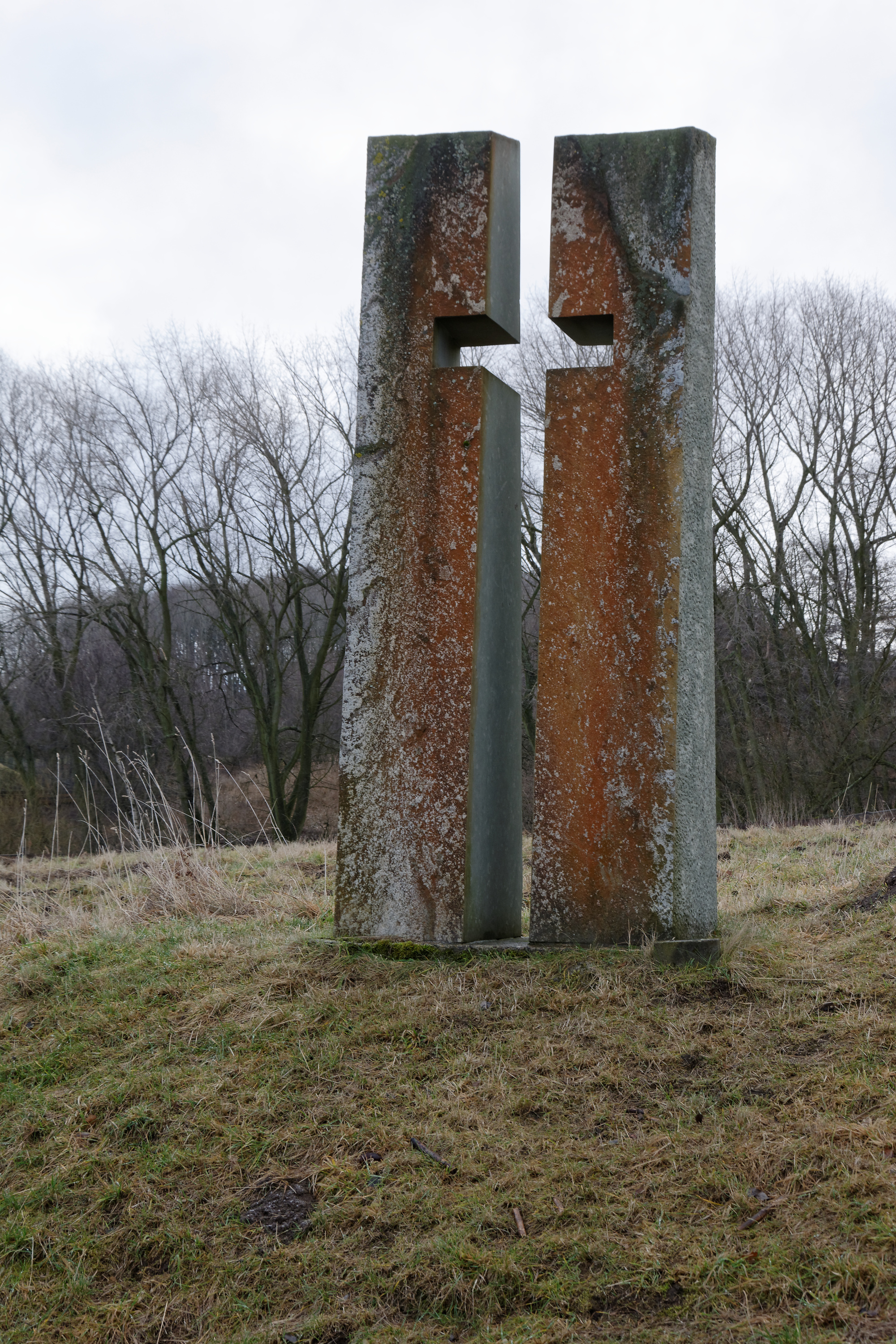
12. Zuzana Hlináková: Cesta / Weg
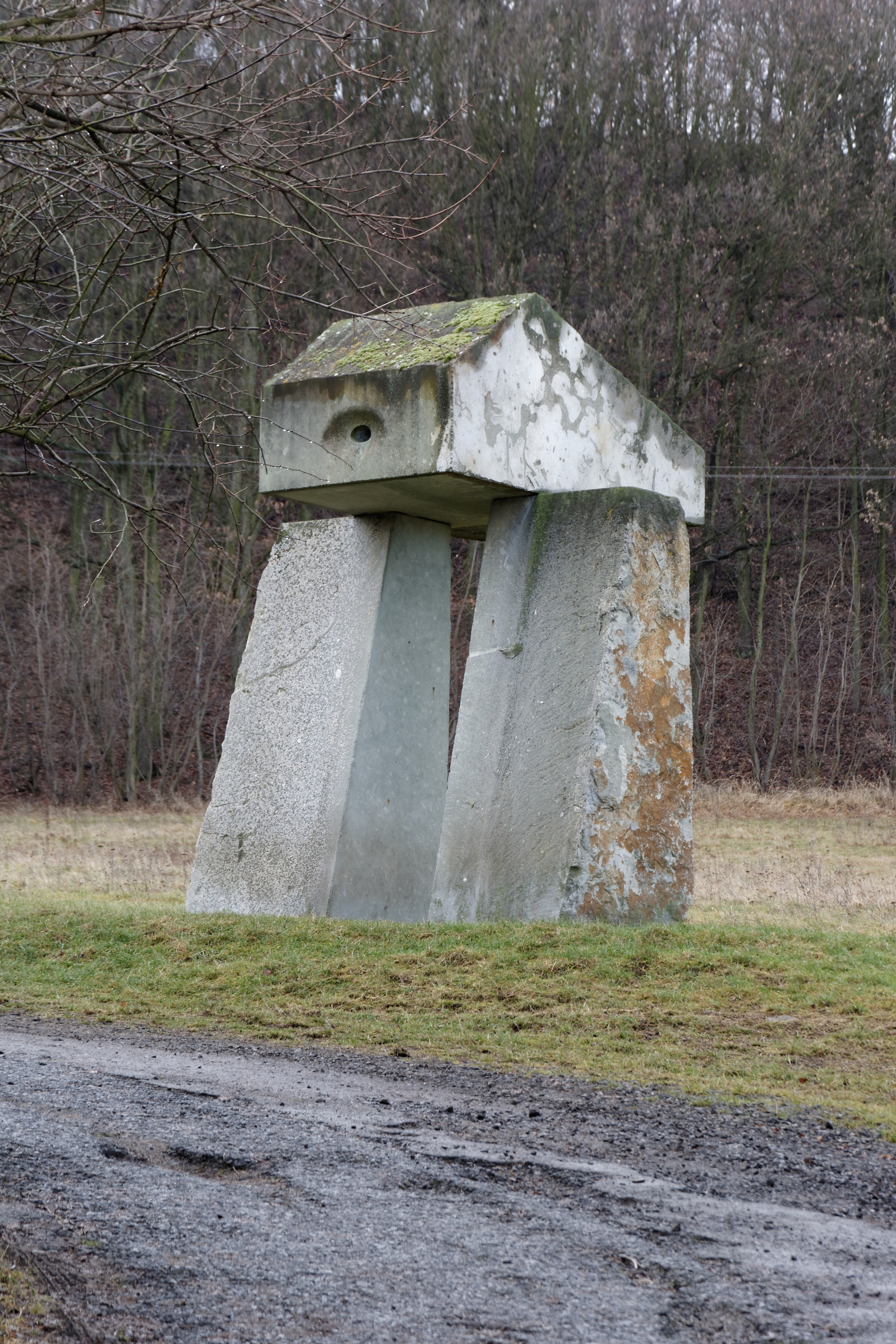
13. Jan Koblasa: Volání hory / Der Berg ruft
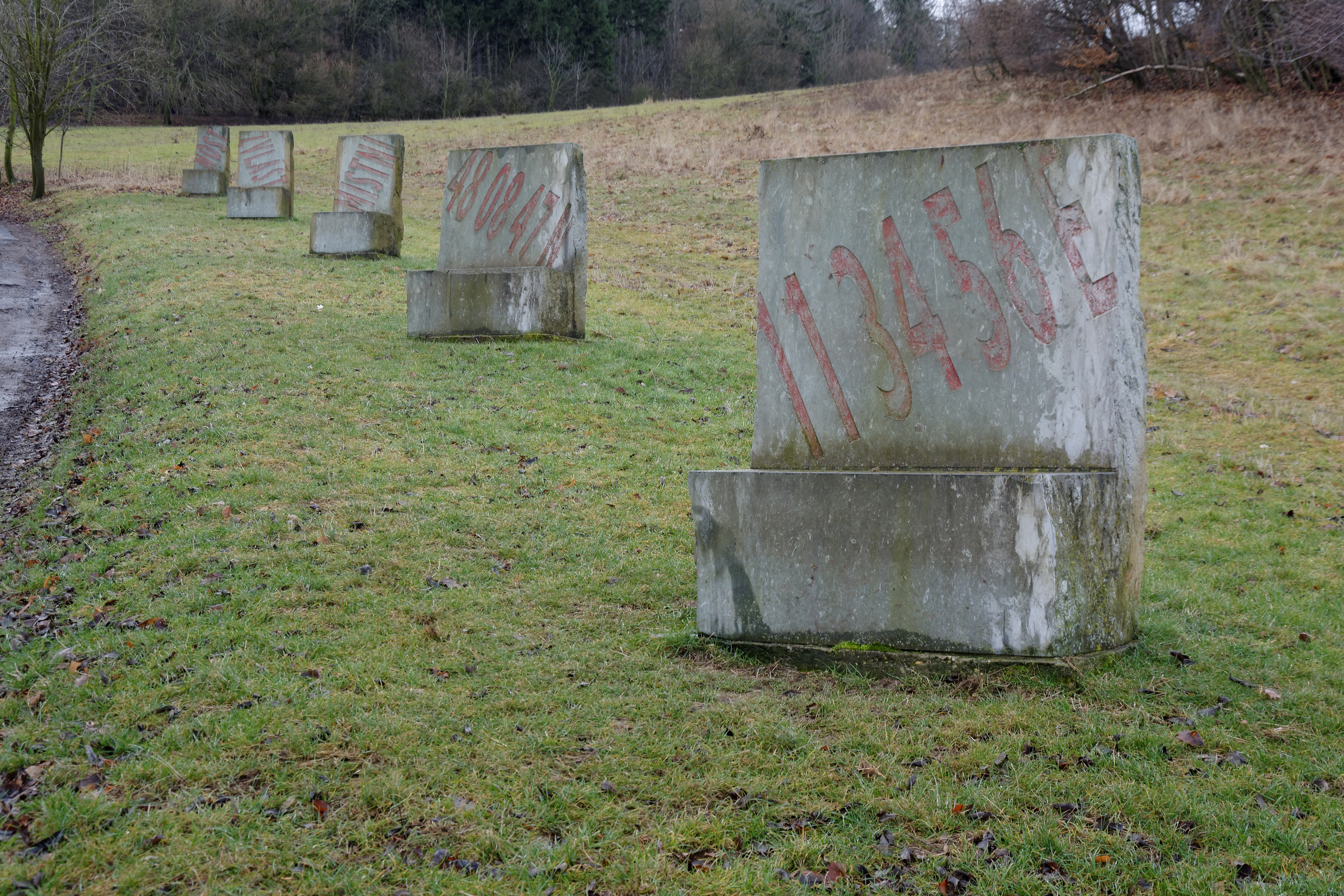
14. Jan Mladovský: Zvláštnosti / Lokale Besonderheiten